# Southwest Head
Southwest Head är en udde i Kanada.   Den ligger i provinsen New Brunswick, i den sydöstra delen av landet, 700 km öster om huvudstaden Ottawa. Southwest Head ligger på ön Grand Manan Island.
Terrängen inåt land är platt. Havet är nära Southwest Head åt sydväst. Trakten är glest befolkad. 